# 20623 Davidyoung
20623 Davidyoung (1999 TS11) là một tiểu hành tinh vành đai chính được phát hiện ngày 10 tháng 10 năm 1999 bởi M. Abraham và G. Fedon ở Everstar Observatory.